# Scollard-formatie

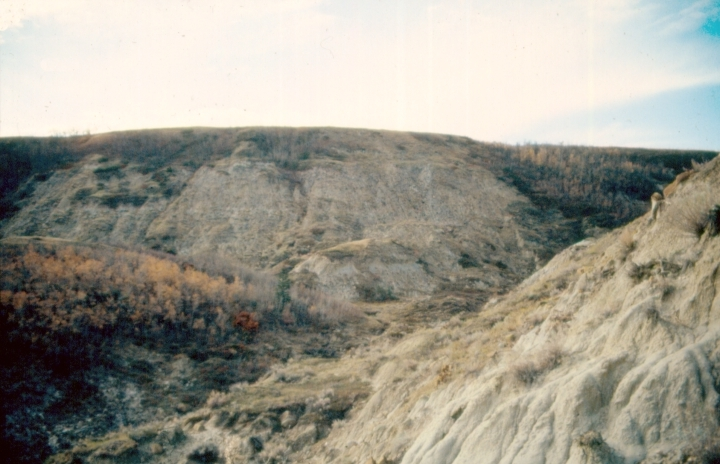
Scollard

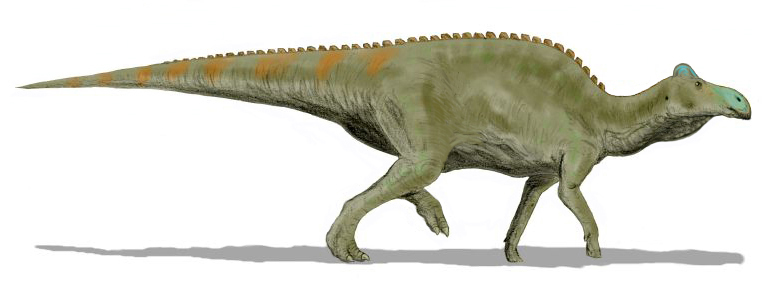
Edmontosaurus

De Scollard-formatie is een geologische formatie in de Canadese provincie Alberta die afzettingen uit het Laat-Krijt omvat.

## Fauna
De Scollard-formatie is afgezet in het Laat-Maastrichtien. De fauna vertoont veel overeenkomsten met die van de Frenchman-formatie in Saskatchewan en de Hell Creek- en Lance Creek-formatie in de Verenigde Staten.
- Dinosauriërs:
  - Saurischia: cf. Dromaeosaurus, cf. Paronychodon, cf. Richardoestesia, cf. Saurornitholestes, Troodon en Tyrannosaurus
  - Ornithischia: Ankylosaurus, Edmontosaurus, Leptoceratops, Pachycephalosaurus, Thescelosaurus en Triceratops
- Zoogdieren:
  - Multituberculata: Cimolodon, Cimolomys, Mesodma en Paracimexomys
  - Metatheria: Alphadon,  Didelphodon, Nanocuris en Pediomys
  - Eutheria: Alostera, Altacreodus, Batodon, Cimolestes, Gypsonictops en Schowalteria